# Cyclocarya paliurus
Cyclocarya paliurus là một loài thực vật có hoa trong họ Juglandaceae. Loài này được (Batalin) Iljinsk. mô tả khoa học đầu tiên năm 1953.

## Hình ảnh

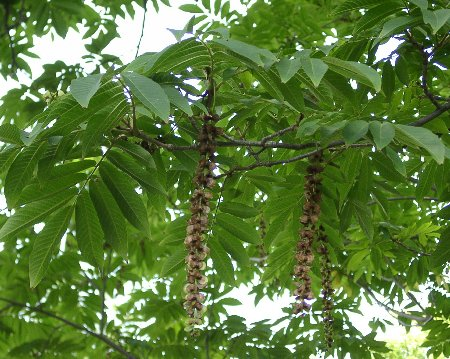